# Г. Ворнер Манн
(Гарольд) Ворнер Манн (англ. H. Warner Munn; народився 5 листопада 1903 — помер 10 січня 1981) — американський письменник у жанрі фентезі, жахів і поезії , якого найбільше запам’ятали своїми ранніми оповіданнями в «Дивних оповіданнях». Він був першим другом і однодумцем письменників Говарда Лавкрафта і Сібері Квін.  Його колега-письменниця Джессіка Аманда Салмонсон, яка брала у нього інтерв’ю в 1978 році, описала його як «неперевершеного джентльмена» та «ніжного, спокійного, теплого та доброго друга». Він був відомий своїм заплутаним сюжетом і ретельним дослідженням, які він проводив для своїх оповідань, і цю звичку він простежив до двох помилок, які зробив під час написання свого раннього оповідання «Місто павуків».
Відродження інтересу до його творів відбулося в 1970-х роках через їх появу в серії Ballantine Adult Fantasy Ballantine Adult Fantasy series та наступній серії фентезі, опублікованій під назвою «Дель Рей Букс».
Окрім писання, Манн збирав книги та класичні пульп-журнали, зокрема «Ейр Вандер Сторіз», «Емейзін сторіз», «Аналог» та інші науково-фантастичні назви, а також «Арґосі», Argosy All Story, Cavalier, Weird Tales (до кінця серії публікацій Райта), та інші. Також у його бібліотеці були книги, що складалися з серійних історій із журналів, зокрема твори Джорджа Аллана Інгленда, такі як «Темрява і світанок». Приблизно три чверті його колекції було знищено через вплив погоди під час переїзду і довелося знищити.
Протягом останніх років Манн жив у Такомі, штат Вошингтон, у будинку, який він сам збудував. Він писав або у своїй вітальні, або на горищі, де була його бібліотека. Протягом цього часу він працював над додатковим томом серії Мерліна під назвою «Меч Мерліна», яку він не дожив до закінчення. У цей час він подружився з молодим письменником В. Г. Пагміром, на якого вплинула творчість Манна.

## Рання кар'єра

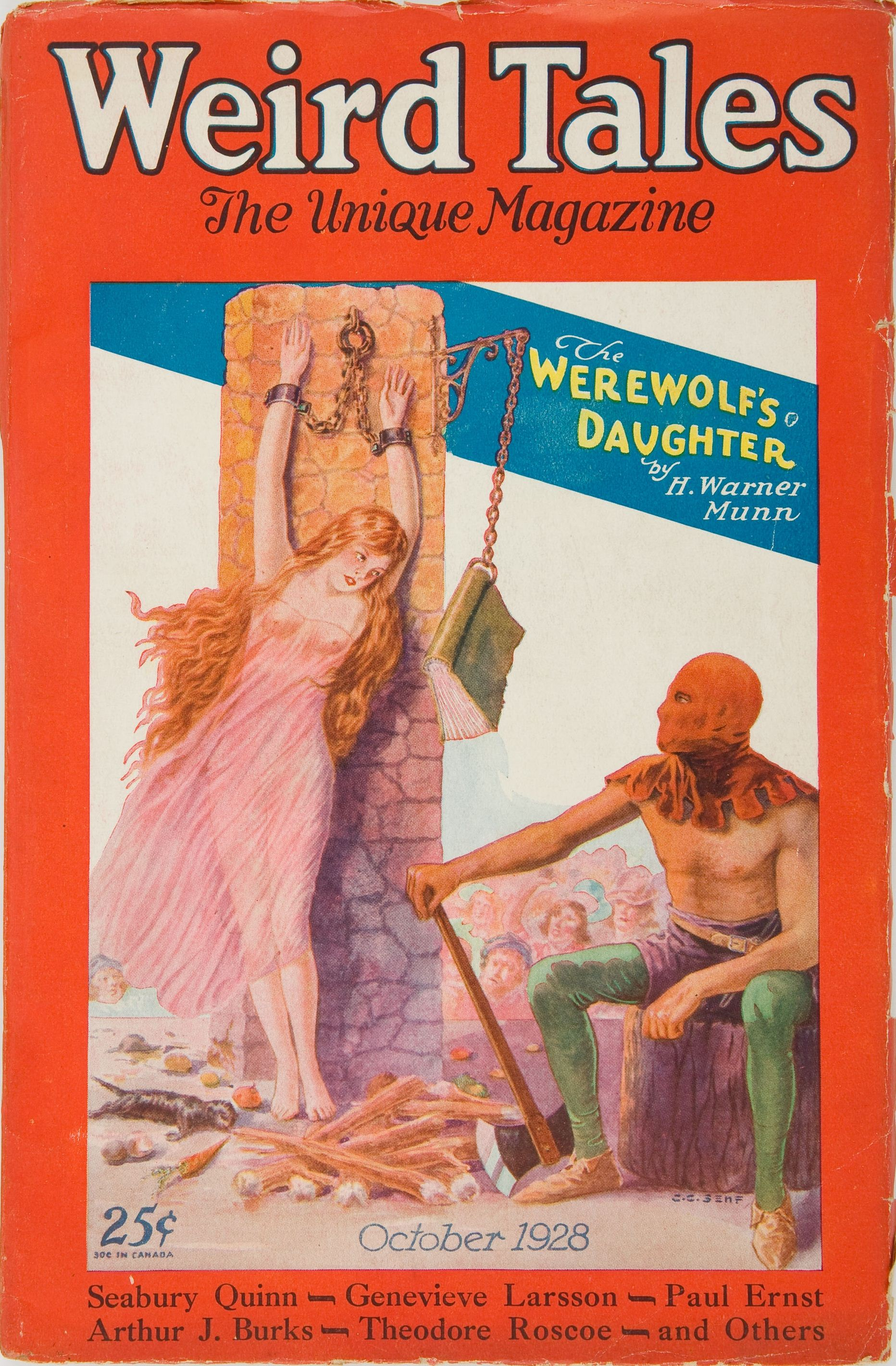
«Дочка перевертня» Манна була сюжетом для обкладинки «Дивних оповідань » за жовтень 1928 року.

У 1920-х і 1930-х роках Манн був головним автором пульп-журналу «Вейрд тейлз», редактором якого був Фарнсворт Райт. Перший твір Манна, «Перевертень із Понкерта» (1925 WT) виник із коментаря Г. П. Лавкрафта, який пропонував історію, написану з точки зору перевертня .  Оповідання Манна, які вийшли в результаті, стали першими в серії «Оповідання Майстра». Серіал включав серіал «Дочка перевертня» (1928 WT), і ця та початкова історія з’явилися як «Перевертень з Понкерта» (1958). Манн пізніше продовжив історії клану перевертня; вони стосувалися нащадків перевертня в першій історії. Сюжети оповідань про клан перевертнів оберталися між боротьбою між титульною родиною та «Майстром», надприродним лиходієм, якого Манн створив за мотивами Мельмота Блукача Чарльза Метьюріна. Коли редактор журналу змінився з Фарнсворта Райта на Дороті Мак-Ілрейт, головний ринок Манна було ліквідовано, бо Мак-Ілрейт використовувала різних авторів. Пізніше Манн переробив інші оповідання та багато додав до серії, більшість із цих історій спочатку з’явилася в серії «Втрачені фантазії» Роберта Вайнберга, а потім у формі книги як «Оповідання клану перевертня №1: У гробниці єпископа» (1979). ) і Tales of the Werewolf Clan #2: The Master Goes Home (1979).
Дві серії творів, якими він найбільше відомий, його сага про Мерліна та «Оповідання клану перевертнів», були розпочаті в період «Дивних історій». Король краю світу, перший роман з циклу про Мерліна, був написаний ще в 1925 році. Після публікації (Weird Tales, 1936) її прихильно порівнювали з оповіданнями Роберта Е. Говарда, фентезійними творами якого, як згодом Манн зізнався, він був великим шанувальником. Роман починається в останні дні правління короля Артура та розповідає про пригоди Мірдінна (Мерліна) та римського центуріона, які залишають Британію на нові землі на Захід і опиняються в королівстві ацтеків.

## Пізніша кар'єра
Після того як «Вейрд тейлз» припинили публікацію його творів, Манн загалом не шукав нових джерел збуту. він багато років присвячував свій час сімейним обов'язкам і працював у різних професіях від оператора пилорами до продавця морозива. Лише після того, як він втратив колінну чашечку на одній із цих робіт, Манн повернувся до письменницької роботи на повний робочий день приблизно в 1965 році.
За винятком епічного історичного роману 1980 року «Загублений легіон», його публікація після «Дивних оповідань» була незначною, більшість із них або публікувалися самостійно в невеликих виданнях преси, або видавалися випадково видавцями, які його шукали. Хоча він уже закінчив «Корабель з Атлантиди», другу частину саги про Мерліна, у 1941 році, її було опубліковано лише через 26 років, коли Дональд А. Воллгайм уклав контракт з опублікував «Короля краю світу» у формі книги, а також прийняв продовження. «Корабель з Атлантиди» розповідає про подальші пригоди Ґвалхмая, який вирушає до Риму, але губиться в Саргасовому морі і зустрічає вцілілого з Атлантиди. Ці два романи, пізніше об’єднані під назвою «Хрещеник Мерліна» (омнібус 1976), є попередником великого твору Манна «Перстень Мерліна» (1974).
Публікація його останнього великого фентезійного твору «Перстень Мерліна» (третя частина серії) також стала результатом пошуку видавця. Виконуючи роль Воллгайма, Лін Картер, редактор серії «підліткової фентезі"Баллантайн"», дізнався про це, запитуючи про наявність перших двох книг про Мерліна. Насправді її видала Ballantine Books незабаром після закінчення зв’язку Картера з видавцем, у період між серією Adult Fantasy і новою фантастичною серією «Дель Рей Букс-Баллантайн». «Перстень Мерліна» досліджує вплив епохи Атлантиди та Артура в історію до часів Жанни д’Арк . Пізніше Дель Рей завершив початковий намір Картера, перевидавши обидві перші дві книги в одному томі під назвою «Хрещеник Мерліна».
Манн був зачарований Жанною д'Арк і написав про неї велику поему «Прапор Жанни» (1975). Незважаючи на те, що вірш за своєю суттю нефантастичний – за винятком керованого духом запалу Джоан – цей вірш можна розглядати як епілог до послідовності Мерліна.
Роберт Е. Вайнберґ був відповідальним за відродження та завершення історій про клан перевертнів, коли він висловив зацікавленість у їх передруку у своєму періодичному виданні Загублені фантазії (англ. «Lost Fantasies»). Манн спочатку написав вісім історій про перевертнів для «Вейрд тейлз» до зміни редакції; тепер він написав ще дві, щоб заповнити прогалини в послідовності, і вся серія з’явилася в трьох частинах у «Втрачених фантазіях», №. 4–6, 1976–77, як «Десять оповідань про клану перевертня». Після цього Манн написав і самостійно опублікував три додаткові історії, щоб завершити серію. Повна серія була видана Дональдом М. Грантом, видавцем, Inc. Donald M. Grant, Publisher, Inc. як Tales of the Werewolf Clan, томи 1-2 (1979–80).
Деякі з пізніх оповідань жахів Манна були опубліковані в такій серії-антології, як «Найкращі історії жахів року» До Букс. Після виходу на пенсію він написав низку оповідань для невеликих журналів, особливо Weirdbook. Він розробив нову послідовність, яка намагалася пов’язати історії Лавкрафта про міфів Ктулху із стародавньою расою піктських фей у стилі Артура Мейчена. Опубліковані оповідання: «Мерлінський камінь» (1977), «Сходи до моря» та «Блукання по водах», усі у Weirdbook. Кожного дня народження та Різдва з 1974 по 1980 рік Манн випускав буклет як подарунок для друзів. Зазвичай це були вірші, але деякі були короткими фантазіями.
«Загублений легіон» — єдиний позасерійний опублікований роман Манна. Це сестра Короля краю світу, але дія відбувається 400 років тому, за часів Калігули .
Г. Ворнер Манн був засновником синдика разом із Джоном Чарльзом Мораном, Доном Герроном і Дональдом Сідні-Фраєром Меморіального товариства Ф. Меріон Кроуфорд (Нешвілл) у 1975 році. Він брав участь у перших трьох номерах його щорічного огляду The Romantist (1977–1979), а також у номері 4-5 (1980–1981), який був даниною пам’яті йому.

## Визнання

### Номінації на нагороди
«Перстень Мерліна» Г. Ворнер Манн був засновником синдика разом із Джоном Чарльзом Мораном, Доном Герроном і Дональдом Сідні-Фраєром Меморіального товариства Ф. Меріон Кроуфорд (Нешвілл) у 1975 році. Він брав участь у перших трьох номерах його щорічного огляду «The Romantist» (1977–1979), а також у номері 4-5 (1980–1981), який був даниною пам’яті йому.

## Визнання

### Номінації на нагороди
«Перстень Мерліна» був номінований на Міфопоетичну премію та Всесвітню премію фентезі за Всесвітню премію фентезі 1975 року. Він також був номінований на Всесвітню премію фентезі за життєві досягнення в 1977, 1979 і 1980 роках і на премію "Балрог"" за професійні досягнення в 1981 році. Його поетична збірка «Книга Манна» була номінована на премію «Балроґ» 1980 року в категоріях «Збірка/Антологія» та «Професійна публікація», а його останній роман «Загублений легіон» також було номіновано на премію «Балроґ» за роман 1981 року.за найкращий роман 1975 року. Він також був номінований на Всесвітню премію фентезі за життєві досягнення в 1977, 1979 і 1980 роках і на премію "Балрог" за професійні досягнення в 1981 року.

### Вшанування та отримані нагороди
Він був почесним гостем Всесвітньої конвенції фентезі 1978 року та виграв премію "Балрог"" за поетичні твори  1980 та 1981 років.
Він також отримав нагороду Кларка Ештона Сміта за поетику, з якою він зображений на внутрішній частині «Книги Манна» .
Він згадувався в S01E08 (спочатку трансляція відбулася 5 квітня 1998 року) британського комедійного телесеріалу «Цього ранку з Річардом, а не з Джуді» «Цього ранку з Річардом, а не з Джуді»в частині популярного жарту «Люди досягнень» 1974 року.

### Цикл

#### Хрещеник Мерліна
- Король краю світу (1939, 1966)
- Корабель з Атлантиди (1967)
- Перстень Мерліна[en] (англ. «Merlin's Ring», 1974)

Перші два романи також були видані разом як збірне видання, Merlin's Godson (1976). Запланований останній том серії під назвою «Меч Мерліна» так і не був закінчений.

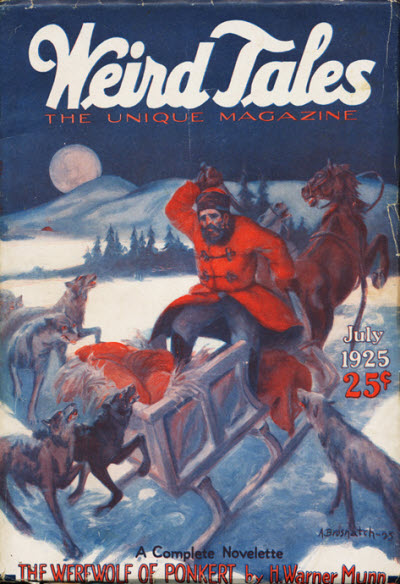
«The Werewolf of Ponkert» вперше з’явився в липневому випуску Weird Tales за 1925 рік.

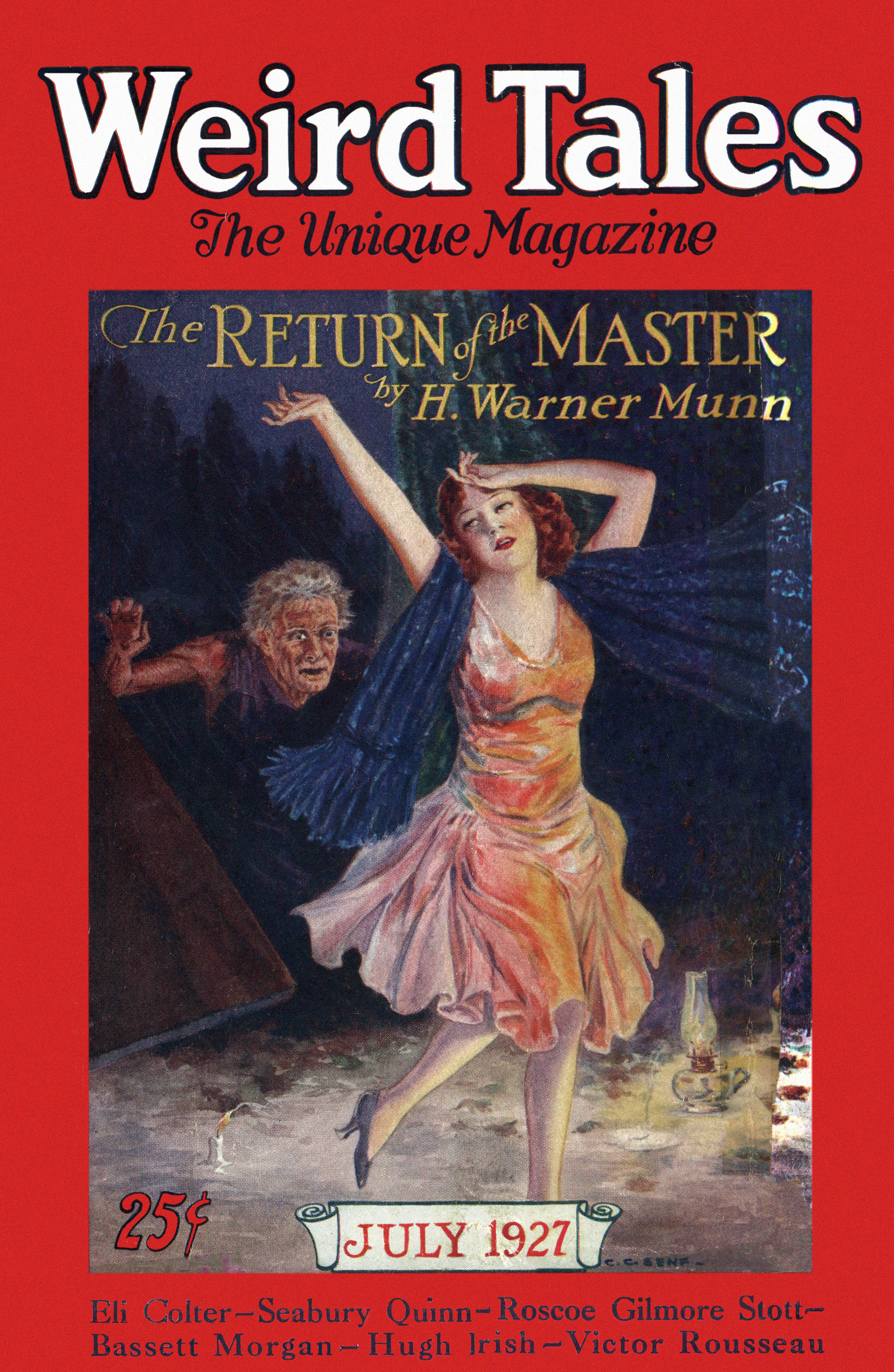
«Повернення Майстра» Мунна було обкладинкою «Дивних оповідань » за липень 1927 року.

#### Розповіді клану перевертнів
- «24 / 5 000
- «Перевертень з Понкерта» ( Weird Tales, липень 1925)
- «Повернення майстра» ( Дивні казки, липень 1927)
- «Дочка перевертня» ( Дивні казки, жовтень 1928, листопад 1928, грудень 1928)
- «Розповіді клану перевертнів. 1. Майстер страйкує» ( Weird Tales, листопад 1930)
  - «Котячий орган»
  - «Хау! Гау! Гугеноти!»
- «Розповіді клану перевертнів. 2. The Master Fights» ( Weird Tales, грудень 1930)
  - «Затонулий корабель «Санта-Ісабель»
  - «Вовки-жуки із замку Манглана»
  - «У гробниці єпископа»
- «Розповіді клану перевертнів. 3. The Master Has Narrow Escape» (Weird Tales, січень 1931)
  - "Шкіряна гармата"
  - «Акса Янг з Віндзора»
- «Майстер зустрічає гідного ворога» ( Lost Fantasies 5, 1977)
- «Щоденник» ( Lost Fantasies 6, 1977)
- У Халках: Загублена історія клану перевертня (1979 chapbook)
- Щодо відкриття дверей: Загублена історія клану перевертня (1979 р.)
- Перехідні процеси: Загублена історія клану перевертнів (1979 chapbook)
- «Майстер іде додому» ( Lost Fantasies 6, 1977)

Перші три оповідання, «Вовкулака з Понкерта» і «Повернення господаря» (об’єднані як «Вовкулака з Понкерта») і «Дочка перевертня» були видані разом як:
- Перевертень з Понкерта[en] (англ. «The Werewolf of Ponkert», 1958)

Решта казок зібрано в томах:
- Розповіді клану перевертнів, том 1, У гробниці єпископа[en] (англ. « Tales of the Werewolf Clan, Volume 1, In the Tomb of the Bishop», жовтень 1979 р.)

(містить «The Cat-Organ», «Hau! Hau! Huguenots», «The Crash of Santa Ysabel», «The Bug-Wolves of Castle Manglana», «In The Tomb of the Bishop», «The Leather Cannon, "Акса Ян — з Віндзора")
- Розповіді клану перевертнів, том 2, Майстер іде додому[en] (англ. «Tales of the Werewolf Clan, Volume 2, The Master Goes Home», 1980)

(містить «The Master Meets A Worthy Foe», «The Diary», «In the Hulks», «In Regard to Opening of Doors», «The Transients», «The Master Goes Home»)
Уся серія зібрана в одному томі в:
- Розповіді клану перевертнів (англ. «Tales of the Werewolf Clan», березень 2015)

### Історичні романи
- Загублений легіон (1980)

### Твори короткої форми
- «Місто павуків» (1926)
- «Ланцюг» (1928)
- «Гілочка розмарину» (1933)
- «Колесо» (1933)
- «Мрії можуть збуватися» (1939)
- «Чорний капітан» (1975)
- «Справа чорнокнижника-рогоносця» (1975 - розд.)
- «Камінь Мерліна» (1977)
- «Колодязь» (1977)
- «Сходи до моря» (1978)
- «Чому сни мають відвідати» (1978 - розд.)
- «Перстень де Пертріша» (1979)
- У Халках (1979 - розд.)
- Перехідний процес (1979 - розд.)
- Дитяча дріада: фантастична різдвяна казка (1980 - розд.)
- «Мандрівники вод» (1981)

### Поетичні збірки
- Christmas Comes to Little House (1974 - розд.)
- The Banner of Joan The Banner of Joan[en] (1975) (епічна поема)
- Двадцять п'ять віршів (1975)
- Seasons Greetings with Spooky Stuff (1976 - розд.)
- До всіх Еймісів (1976 - розд.)
- Був чоловік (1977 - розд.)
- Піонери (Частина перша) (1977 - розд.)
- З огляду на відкриття дверей (1979 – розд.)
- Світанкова жінка (1979 - розд.)
- Fairy Gold (1979 - розд.)
- Про життя, любов і самотність (1979 - розд.)
- Книга Мунна: або Рецепт смаженого верблюда (1979) (за редакцією Фредеріка Дж. Майєра)

### Вірші
- «Пісня колиски для покинутого перевертня» (1973)
- «Казкове золото» (1976)
- «Данте повертається з міста» (1976)
- «Limbo» (1976)

### Нехудожня література
- «HPL: A Reminiscence» (1979) у Пітера Кеннона (ред.) На пам'ять Лавкрафта  Lovecraft Remembered[en]

## Подальше читання
- Дон Геррон, «Про Майстра, Мерліна та Г. Уорнера Манна» в Даррелла Швейцера (вид.) Discovering Classic Fantasy Fiction, Gillette NJ: Wildside Press, 1996, стор. 126–150.